# Annexatiemonument (Eindhoven)
Het Annexatiemonument is een lantaarnpaal en monument in de Noord-Brabantse stad Eindhoven, in het stadsdeel Stratum. Het bevindt zich op de hoek van de Stratumsedijk en de Sint-Jorislaan op het plein voor de Sint-Joriskerk.
Dit monument werd geplaatst op 31 december 1919, toen de omliggende gemeenten Tongelre, Stratum, Gestel, Strijp en Woensel bij het -toen nog kleine- stadje Eindhoven (6500 inwoners op 75 ha) werden gevoegd, waardoor Eindhoven kon uitgroeien tot een grote stad. Dit monument herdenkt eigenlijk enkel de annexatie van Stratum.
Het monument werd ontworpen door Willebrordus Anthonius Hoes en betreft een lantaarn met smeedijzeren pijlers, geplaatst op een bakstenen sokkel waarop zich vier hardstenen platen bevinden. Op deze platen staat in reliëf:
- Dat 31 december 1919 de laatste dag van Stratum als zelfstandige gemeente was
- De naam van de toenmalige pastoor van Stratum Laurentius Josephus Dijkmans
- Dat Johannes Petrus Josephus Maria Smitz de laatste burgemeester was
- Wat destijds de namen van de gemeenteraadsleden en wethouders waren

## Trivia
De lantaarn zou, precies tijdens de jaarwisseling, gaan branden, maar dit zou zijn mislukt vanwege een stroomstoring.